# Vegyes 3 méteres szinkronugrás a 2022-es úszó-világbajnokságon
A 2022-es úszó-világbajnokságon a műugrás vegyes 3 méteres szinkronugrásának döntőjét június 29-én rendezték meg a budapesti Duna Arénában.
A kínai Csu Ce-feng (Zhu Zifeng), Lin San (Lin Shan) kettős nyeri a vegyes páros szinkronműugrást magyar fővárosban zajló világbajnokságon. Az ázsiai páros nagy fölénnyel, több mint harminc ponttal előzte meg az olaszok párosát, Matteo Santorót és Chiara Pellacanit, míg a harmadik helyen a britek végeztek.

## Versenynaptár
Az időpont(ok) helyi idő szerint olvashatóak (UTC +01:00):
| Dátum                    | Időpont     | Forduló |
| ------------------------ | ----------- | ------- |
| 2022. június 29., szerda | 19:00-20:05 | Döntő   |

## Eredmény
| #   | Versenyző                                         | Ország                   | Pontok | Pontok | Pontok | Pontok | Pontok | Pontok |
| #   | Versenyző                                         | Ország                   | F1     | F2     | F3     | F4     | F5     | Össz.  |
| --- | ------------------------------------------------- | ------------------------ | ------ | ------ | ------ | ------ | ------ | ------ |
|     | Csu Ce-feng (Zhu Zifeng) Lin San (Lin Shan)       | Kína (CHN)               | 54,60  | 52,20  | 72,00  | 69,75  | 75,60  | 324,15 |
|     | Matteo Santoro Chiara Pellacani                   | Olaszország (ITA)        | 46,80  | 42,00  | 69,30  | 69,75  | 65,70  | 293,55 |
|     | James Heatly Grace Reid                           | Egyesült Királyság (GBR) | 44,40  | 36,60  | 65,70  | 69,30  | 71,61  | 287,61 |
| 4.  | Kevin Muñoz Heredia Arantxa Chávez Muñoz          | Mexikó (MEX)             | 43,80  | 43,80  | 63,00  | 68,82  | 63,00  | 282,42 |
| 5.  | Lou Massenberg Tina Punzel                        | Németország (GER)        | 45,60  | 45,60  | 65,70  | 59,52  | 61,20  | 277,62 |
| 6.  | I Csekjong (Yi Jaegyeong) Kim Szudzsi (Kim Su-ji) | Dél-Korea (KOR)          | 47,40  | 49,20  | 59,52  | 60,30  | 59,40  | 275,82 |
| 7.  | Muhammad Puteh Ng Yan Yee                         | Malajzia (MAS)           | 46,20  | 43,80  | 67,50  | 57,66  | 60,30  | 275,46 |
| 8.  | Quentin Henninger Kristen Hayden                  | Egyesült Államok (USA)   | 42,60  | 38,40  | 57,66  | 68,40  | 64,80  | 271,86 |
| 9.  | Szujama Haruki Enomoto Haruka                     | Japán (JPN)              | 45,00  | 45,60  | 59,40  | 66,96  | 49,50  | 266,46 |
| 10. | Guillaume Dutoit Madeline Coquoz                  | Svájc (SUI)              | 42,60  | 39,60  | 47,70  | 62,10  | 62,31  | 254,31 |
| 11. | Jules Bouyer Nais Gillet                          | Franciaország (FRA)      | 39,00  | 44,40  | 52,92  | 51,30  | 55,89  | 243,51 |
| 12. | Rafael Fogaça Anna Rodrigues Martins dos Santos   | Brazília (BRA)           | 42,60  | 40,20  | 44,10  | 54,60  | 53,10  | 234,60 |
| 13. | Frazer Tavener Maggie Squire                      | Új-Zéland (NZL)          | 40,80  | 39,60  | 46,80  | 43,20  | 53,46  | 223,86 |